# Toni Cruz
Antonio Cruz Llauna, conocido como Toni Cruz (Gerona, 14 de julio de 1946 - 11 de julio de 2025), fue un miembro del grupo musical humorístico La Trinca y productor de televisión español.

## Biografía
Siendo aún adolescente, se trasladó a vivir a la ciudad de Canet de Mar, donde conoció a Josep Maria Mainat, con quien se asociaría durante el resto de su trayectoria profesional.
A mediados de la década de los sesenta, ambos formaron el grupo musical The Blue Cabrits. En 1968, Miquel Àngel Pasqual se incorporó al proyecto y nace La Trinca, uno de los grupos musicales de mayor repercusión en Cataluña durante la década de los setenta. 
En los ochenta, la banda, manteniendo su estilo humorístico e irónico, se lanzan al mercado del resto de España, comenzando a grabar sus canciones en castellano. Se dan a conocer también a través de la televisión con el programa Tariro, tariro (1988-1989) - continuación del que en 1987 habían realizado para la TV3 catalana No passa res-.
Iniciada la década de los noventa y disuelta La Trinca, Cruz, junto a Mainat, se dedicó al mundo de la producción televisiva, a través de la productora Gestmusic, que fundaron en 1987. Gestmusic se integraría posteriormente en Endemol, y Cruz fue nombrado Presidente de Endemol-España.
Durante cerca de dos décadas, Cruz estuvo al frente de una de las productoras que ha marcado el rumbo de la televisión comercial en España, a través de programas emblemáticos como La parodia nacional, Crónicas Marcianas y, sobre todo, Operación Triunfo y Eurojunior.

## Fallecimiento
Falleció en la mañana del 11 de julio de 2025, (a tres días de celebrar su cumpleaños 79) en su casa, en Barcelona, España, tras sufrir una breve enfermedad, rodeado de su familia.

## Televisión
- No passa res (1987), en TV3.
- Tariro, tariro (1988-1989), en TVE.
- No te rías, que es peor (1990-1995), en TVE.
- Sinceramente Ana Rosa Quintana (1997), en Antena 3.
- Crónicas Marcianas (1997-2005), en Telecinco.
- El candelabro (1999), en Telecinco.
- Operación Triunfo (2001- 2025), en TVE y  Telecinco.
- Triunfomanía (2002), en TVE.
- El castillo de las mentes prodigiosas (2004), en Antena 3.
- ¡Mira quién baila! (2005-2014), en TVE y Telecinco.
- Cantamanía (2006)  en TV3.
- Operación Tony Manero (2008), en Telecinco.
- Tú sí que vales (2008-2009), en Telecinco.
- El número uno (2012-2013), en Antena 3.
- Uno de los nuestros (2013), en TVE.
- Bailando con las estrellas (2018)  en TVE.